# El Regalo (Venezuela)
Pour les articles homonymes, voir El Regalo.
El Regalo est la capitale de la paroisse civile d'El Regalo de la municipalité de Sosa dans l'État de Barinas au Venezuela.